# تئودور کورتیوس
تئودور کورتیوس (به انگلیسی: Theodor Curtius)؛ یک شیمی‌دان و استاد دانشگاه هایدلبرگ آلمان بود. او واکنش معروف بازآرایی کورتیوس را بین سال‌های ۱۸۹۰–۱۸۹۴ منتشر کرد و همچنین ترکیباتی مانند دی‌آزو استیک اسید، هیدرازین و هیدرازوئیک اسید را کشف کرد. کورتیوس همچنین به همراه ادوارد بوخنر واکنش انبساط حلقه بوخنر را سال ۱۸۸۵ معرفی کردند.